# Acerentulus kermadecensis
Acerentulus kermadecensis – gatunek pierwogonka z rzędu Acerentomata i rodziny Acerentomidae.

## Taksonomia
Gatunek ten opisany został w 1978 roku przez Graeme W. Ramsaya i Sørena Ludviga Tuxena.

## Opis
Długość wyciągniętego ciała od 1250 do 1500 μm (1,25-1,5 mm). Długość przedniej stopy mierzonej bez pazurka 105 μm. Głowa bez rostrum. Głaszczki szczękowe z pęczkiem i dwoma sensillae. Głaszczki wargowe z pęczkiem, 3 szczecinkami i spiczastą sensilla. Przewód gruczołów szczękowych z wąskim kielichem (calyx) rozszerzonym dystalnie w małą narośl, a proksymalną częścią tak długą jak proksymalna gałąź fulcrum. Pseudooczka dłuższe niż szerokie z długim "drążkiem" ("lever") przypominającym silną rękojeść. Na przednich stopach komplet sensillae, a empodium małe i spiczaste. Druga i trzecia para odnóży odwłokowych z 3 szczecinkami: długą przedwierzchołkową, krótszą wierzchołkowoboczną i jeszcze krótszą wierzchołkową. Grzebień VIII segmentu odwłoka z 10 dość długimi ząbkami. Łuska genitalna samic (squama genitalis) ze spiczastymi acrostyli
|         | I                                | II, III                          | IV, V, VI                        | VII                              | VIII                             | IX                               | X                  | XI                | telson            |
| ------- | -------------------------------- | -------------------------------- | -------------------------------- | -------------------------------- | -------------------------------- | -------------------------------- | ------------------ | ----------------- | ----------------- |
| terga:  | {\displaystyle {\tfrac {6}{10}}} | {\displaystyle {\tfrac {6}{14}}} | {\displaystyle {\tfrac {6}{14}}} | {\displaystyle {\tfrac {8}{14}}} | {\displaystyle {\tfrac {8}{18}}} | {\displaystyle {\tfrac {6}{16}}} | {\displaystyle 12} | {\displaystyle 6} | {\displaystyle 9} |
| sterna: | {\displaystyle {\tfrac {3}{4}}}  | {\displaystyle {\tfrac {3}{5}}}  | {\displaystyle {\tfrac {3}{8}}}  | {\displaystyle {\tfrac {3}{8}}}  | {\displaystyle {\tfrac {3}{8}}}  | {\displaystyle {\tfrac {4}{2}}}  | {\displaystyle 4}  | {\displaystyle 6} | {\displaystyle 6} |

## Występowanie
Gatunek ten jest endemitem nowozelandzkich wysp Kermadec, znanym dotąd jedynie z rejonu góry Moumoukai na wyspie Raoul.